# Xã Scandia, Quận Republic, Kansas
Xã Scandia (tiếng Anh: Scandia Township) là một xã thuộc quận Republic, tiểu bang Kansas, Hoa Kỳ. Năm 2010, dân số của xã này là 468 người.